# Cupriavidus alkaliphilus
Cupriavidus alkaliphilus es una especie de  bacteria del género Cupriavidus de la familia Burkholderiaceae que fue aislada de la rizosfera de plantas agrícolas que crecen en suelos alcalinos en el noreste de México.